# ستبردم‌تباران
ستبردم‌تباران (نام علمی: Dasyurini) نام یک تبار از تیره ستبردمان است.

## سرده‌ها و گونه‌ها
- Tribe Dasyurini
  - سرده مولگارا
    - مولگارای دم‌قلمویی, Dasycercus blythi
    - مولگارای دم‌یالدار, Dasycercus cristicauda

  - سرده کالوتای قرمز کوچک
    - کالوتای قرمز کوچک, Dasykaluta rosamondae

  - سرده کوواری
    - کوواری, Dasyuroides byrnei

  - سرده کوئول: کوئولها
    - کوئول گینه نو, Dasyurus albopunctatus
    - کوئول غربی, Dasyurus geoffroii
    - کوئول شمالی, Dasyurus hallucatus
    - کوئول دم‌خالدار, Dasyurus maculatus
    - کوئول برنزی, Dasyurus spartacus
    - کوئول شرقی, Dasyurus viverrinus

  - سرده ستبردم‌های سه‌نواره
    -  Myoictis leucura 
    - ستبردم سه‌نواره, Myoictis melas
    - ستبردم والاس, Myoictis wallacii
    - ستبردم سه‌نواره تیت

  - سرده ستبردم خال‌خالی
    - ستبردم خال‌خالی, Neophascogale lorentzi

  - سرده موش کیسه‌دار خالدار
    - موش کیسه‌دار خالدار, Parantechinus apicalis

  - سرده حشره‌خوار کیسه‌دار
    - حشره‌خوار کیسه‌دار شکم‌قرمز, Phascolosorex doriae
    - حشره‌خوار کیسه‌دار باریک‌نوار, Phascolosorex dorsalis

  - سرده موش کیسه‌دار ناراستین
    - موش کیسه‌دار ناراستین هارنی, Pseudantechinus bilarni
    - موش کیسه‌دار ناراستین دم‌چاق, Pseudantechinus macdonnellensis
    - موش کیسه‌دار ناراستین الکساندریا, Pseudantechinus mimulus
    - موش کیسه‌دار ناراستین نینگ‌بینگ, Pseudantechinus ningbing
    - موش کیسه‌دار ناراستین روری کوپر, Pseudantechinus roryi
    - موش کیسه‌دار ناراستین وولی, Pseudantechinus woolleyae

  - سرده ستبردمان گوشت‌خوار
    - شیطان تاسمانی, Sarcophilus harrisii